# Mistrzostwa Ameryki w szachach
Mistrzostwa Ameryki w szachach – rozegrane po raz pierwszy w 2001 r. zawody mające na celu wyłonienie najlepszych szachistów Ameryki. W mistrzostwach mogą uczestniczyć reprezentanci krajów położonych w Ameryce Północnej i Południowej. Pierwsze edycje odbywały się w odstępach dwuletnich, aktualnie są one rozgrywane corocznie i stanowią jeden z etapów eliminacji mistrzostw świata.

## Lista medalistów
| Lp. | Rok / Miasto       | Mężczyźni                                                               | Wyniki |
| --- | ------------------ | ----------------------------------------------------------------------- | ------ |
| 1   | 2001 Cali          | 1. Aleksiej Jermolinski 2. Aleksandr Goldin 3. Leinier Domínguez Pérez  | [ 1 ]  |
| 2   | 2003 Buenos Aires  | 1. Aleksandr Goldin 2. Giovanni Vescovi 3. Iván Morovic Fernández       | [ 2 ]  |
| 3   | 2005 Buenos Aires  | 1. Lázaro Bruzón Batista 2. Julio Granda Zuñiga 3. Aleksander Oniszczuk | [ 3 ]  |
| 4   | 2007 Cali          | 1. Julio Granda Zuñiga 2. Aleksandr Iwanow 3. Warużan Akobjan           | [ 4 ]  |
| 5   | 2008 Boca Raton    | 1. Jaan Ehlvest 2. Aleksandr Iwanow 3. Joshua Friedel                   | [ 5 ]  |
| 6   | 2009 São Paulo     | 1. Aleksandr Szabałow 2. Fidel Corrales Jiménez 3. Gilberto Milos       | [ 6 ]  |
| 7   | 2010 Cali          | 1. Sergio Sanabria Rangel 2. Isan Reynaldo Ortiz Suarez 3. Darcy Lima   | [ 7 ]  |
| 8   | 2011 Toluca        | 1. Lázaro Bruzón Batista 2. Mark Bluvshtein 3. Giovanni Vescovi         | [ 8 ]  |
| 9   | 2012 Mar del Plata | 1. Grigorij Kajdanow 2. Julio Granda Zuñiga 3. Aleksandr Szabałow       | [ 9 ]  |
| 10  | 2013 Cochabamba    | 1. Julio Granda Zuñiga 2. Isan Reynaldo Ortiz Suarez 3. Diego Flores    | [ 10 ] |
| 11  | 2014 Pipa          | 1. Julio Granda Zuñiga 2. Samuel Shankland 3. Aleksandr Szabałow        | [ 11 ] |

| Rok / Miasto        | Kobiety                                                                  | Wyniki |
| ------------------- | ------------------------------------------------------------------------ | ------ |
| 2001 Mérida         | 1. Sulennis Piña Vega 2. Maritza Arribas Robaina 3. Liliana Burijovich   | [ 12 ] |
| 2003 San Cristóbal  | 1. Rusudan Goletiani 2. Sulennis Piña Vega 3. Maritza Arribas Robaina    | [ 13 ] |
| 2005 Gwatemala      | 1. Sulennis Piña Vega 2. Rusudan Goletiani 3. Claudia Amura              | [ 14 ] |
| 2007 San Luis       | 1. Marisa Zuriel 2. Sarai Sánchez Castillo 3. Claudia Amura              | [ 15 ] |
| 2009 Cali           | 1. Martha Fierro Baquero 2. Deysi Cori Tello 3. Sarai Sánchez Castillo   | [ 16 ] |
| 2011 Guayaquil      | 1. Deysi Cori Tello 2. Oleiny Linares Nápoles 3. Maritza Arribas Robaina | [ 17 ] |
| 2014 Villa Martelli | 1. María Carolina Luján 2. Marisa Zuriel 3. Maritza Arribas Robaina      | [ 18 ] |